# لین ناتیج
لین ناتیج (به انگلیسی: Lynn Nottage) (زاده ۱۹۶۴), نویسنده و نمایش‌نامه‌نویس آمریکایی است. او نخستین زنی است که دو بار برنده جایزه ادبی پولیتزر یکی در سال ۲۰۰۹ بخاطر نمایشنامه «ویران شده» (Ruins)؛ که مبارزه زنان کنگو را برای بقا نشان می‌دهد، و دیگری در سال ۲۰۱۷ برای نمایشنامه «عرق» (sweat)؛ که نوع رفتار جهان سرمایه‌داری را با افرادی که اکثراً در حاشیه اجتماع قرار دارند، به نمایش درمی‌آورد.
او به انتخاب مجله تایم در لیست صد زن تأثیر گذار سال ۲۰۱۹ قرار گرفت.

## زندگی‌نامه
او ۲ نوامبر سال ۱۹۶۴ در بروکلین به دنیا آمد. مادرش رابی ناتیج معلم و مدیر مدرسه و پدرش والاس روان‌شناس کودک بود. لین دبستان را در مدرسه سنت‌آن گذراند و از دبیرستان فیورلو فارغ‌التحصیل شد. او هنگام تحصیل در دبیرستان، اولین نمایشنامهٔ بلندش به نام بخش تاریک‌تر ورونا را نوشت.
این نمایشنامه‌نویس در دانشگاه براون و مدرسهٔ هنرهای نمایشی ییل درس خواند و بعد از فارغ‌التحصیلی به مدت چهار سال در دفتر مطبوعات عفو بین‌الملل کار کرد. او این اواخر درجات افتخاری از کالج جویلیارد و آلبرایت دریافت کرده‌است.
ناتیج با تونی گِربِر فیلمساز ازدواج کرده و دارای دو فرزند است. نمایشنامه‌های او به‌طور گسترده‌ای در ایالات متحده و سرتاسر دنیا به نمایش درآمده‌اند.
روزنامهٔ گاردین: «در دو دهه از فعالیتش برای بیان چالش‌ها و پرداختن به داستان‌های فراموش شده مورد تحسین قرار گرفته‌است… نمایشنامهٔ ویران شده کاربرد تجاوز جنسی را به عنوان سلاحی مقابل زنان در جمهوری دموکراتیک کنگو مورد بررسی قرار می‌دهد، حال آنکه در نمایشنامهٔ لباس خواب به تنها خیاط سیاهپوست که در سال ۱۹۰۵ در نیویورک کار می‌کرد پرداخته‌است».
از بهترین نمایشنامه‌های لین ناتیج می‌توان به لباس خواب، ویران شده، ملاقات اتفاقی با ورا استارک و عرق اشاره کرد.
نمایشنامهٔ عرق نامزد نهایی جایزهٔ ادوارد ام. کندی برای بخش نمایشنامه در سال ۲۰۱۶ و ۲۰۱۷ بود. این نمایشنامه جایزهٔ پولیتزر در بخش نمایشنامه را در سال ۲۰۱۷ از آن خود کرد.
این نمایشنامه بیانگر داستان دوستانی است که لحظاتشان را در کنار یکدیگر می‌گذراندند و در کارگاهی مشغول به کار بودند، اما وقتی تعلیق‌ها و صفوف اعتصاب کارگران باعث شد تا پشتگرمی‌شان را از دست بدهند، خودشان را در برابر یکدیگر و این ناملایمات ناتوان دیدند.
از دیگر نمایشنامه‌های بلند لین ناتیج می‌توان به لجن، رودخانه، سنگ (۱۹۹۷) و ندیمه‌ها (۲۰۰۲) اشاره کرد.

## جوایز
ناتیج برای نمایشنامهٔ لباس خواب برندهٔ جوایز انجمن منتقدان آوتر، جان گاسنر و انجمن منتقدان تئاتر (۲۰۰۴) شد و در سال ۲۰۰۹ جوایز انجمن منتقدان تئاتر، انجمن منتقدان آوتر، اُبی، دراما دِسک، لوسیل لورتل و پولیتزر را برای نمایشنامهٔ ویران شده از آن خود کرد. همچنین برای نمایشنامهٔ عرق برندهٔ جوایز سوزان اسمیت بلک بورن (۲۰۱۶)، اُبی و پولیتزر (۲۰۱۷) شده‌است.
به نقل از رویترز، لین ناتیج، نمایشنامه‌نویس آمریکایی که دو جایزه پولیتزر در کارنامه دارد، مسئولیت نگارش نمایشنامه‌ای موزیکال با الهام از زندگی مایکل جکسون را برعهده دارد که طبق برنامه قرار است در سال ۲۰۲۰ میلادی در تئاتر برادوی به روی صحنه برود. این نمایش موزیکال با اجرای برترین آهنگ‌های مایکل جکسون که در طول دوران فعالیت هنری‌اش موفقیت‌های فراوانی برای او به ارمغان آورد همراه خواهد بود.
نمایشنامهٔ «عرق»، برندهٔ جایزهٔ پولیتزر سال ۲۰۱۷ با ترجمهٔ حسین رحمانی توسط انتشارات یکشنبه به چاپ رسیده‌است.